# Напрями індуїзму
Напрями індуїзму ("Devotional Sect") включає в себе багато течій і філософських шкіл, які прийнято відносити до одного з напрямів індуїзму.

## Класифікація
У широкому сенсі, релігійні практики Санатана Дхарми можуть бути класифіковані на два - смарта і тантріка. Вони не є взаємовиключними, і тісно пов'язані. Буквально смарта означає послідовники. Це означає, пов'язаний з Ведами, наприклад, Веданти  Дгармашастри. Зокрема для Брамана одним із способів служіння є слідування Дгарма шастрам. браман це практики і релігія. Веди є частиною літератури, яка розвивається паралельно з літературою браманів.
Вважають Шиву, Вішну, Шакті, Сурью, Ганапаті і Кумарасвамі  вищими божествами відповідно. Містять у собі багато  речей, поряд з Богом, таких як духовна філософія та методи Санкхи. За статистикою Шакті основою Релігії і поширення по всьому світі. Практикування конкретних регіонах. Послідовники Крішна Яджурведи, як правило, шанувальники Шиви, так як молитва "Шрі Рудрам" знаходиться в середині, де Крішна Яджурведи, має більше Шакті. Хоча існує Релігія, Шанкара класифікував їх у 4 основних шкіл Вед
Релігія елемент з духовної філософії. Крім того, є школа в поклонінні кожного Девати / релігії, які беруть елементи з різних елементів, різні духовні філософії та різних вед. Наприклад  Вайшнав може мати різні значення, такі як 4 ступені свідомості у різних напрямках. Деякий аромат Релігії тісно пов'язані з духовною філософією і деякі з методами Санкхи. Таким чином Релігія насправді має широкий спектр і різні рівні практики. Крім того, деякі течії цієї Релігії надає більшого значення з деяких  шляхів, як бгакті. Яка  надає більше значення більше стосується  духовної філософії. Сенс який надає більше значення бхакті більш прив'язані до методів Санкхи.
Були короткі конфлікти між послідовниками цих релігій, в основному дебати. Кожна релігія / школа зробила свій внесок в індуїзм, і навіть їх дебати один проти одного збагачували  традицію. Більшість з них знаходяться на філософському рівні, і всі школи загальноприйнятні, такі як авторитет Вед, прастхана трай (потрійна основа Брахман / Атман віри в Веданті : Упанішади, Бхагавад Гіта і Брахмасутри), чиї інтерпретації були різноманітні. Навіть поклоніння в школах має багато спільних аспектів.
Індуїзм є дуже різноманітною та складною релігією. Кожному напряму в індуїзмі притаманний набір багатих релігійних практик. В індуїзмі прийнято виділяти чотири основних напрями:
- Вайшнавізм
- Шиваїзм
- Шактизм
- Смартізм

Всі ці чотири напрями мають спільні ритуальні практики, вірування, традиції та концепції особистісного Бог а, але кожне з них сповідує свою власну філософію, різні способи досягнення кінцевої мети життя — мокші (звільнення) і має різні погляди на Бога і девів. Кожен напрям слід різним методам самоусвідомлення і поклоняється різним аспектам чи іпостасей Верховної Особи Бога. Кожен напрям, однак, приймає і поважає інші традиції і будь-якого роду конфлікти трапляються вкрай рідко. Серед послідовників індуїзму, існує сильна віра в те, що є багато шляхів, що ведуть до Єдиного Бога або Джерелу, незалежно від того, яким ім'ям Його називають.
У кожному з напрямів індуїзму, що встановилася філософська школа називається сампрадаї, а традиційна ланцюг учнівської наступності кожної сампрадаї носить назву парампари.
Присутність різних напрямів і шкіл в індуїзмі не повинно розглядатися як схизма. Зовсім навпаки, між різними напрямами індуїзму не існує ворожнечі або протистояння. Між ними переважає здоровий обмін ідей і філософське обговорення, які служили і служать для відточування філософії кожної школи.
Більшість індусів є послідовниками вайшнавізму, хоча часто і з домішкою деяких аспектів традиції смарта.

## Вайшнавізм

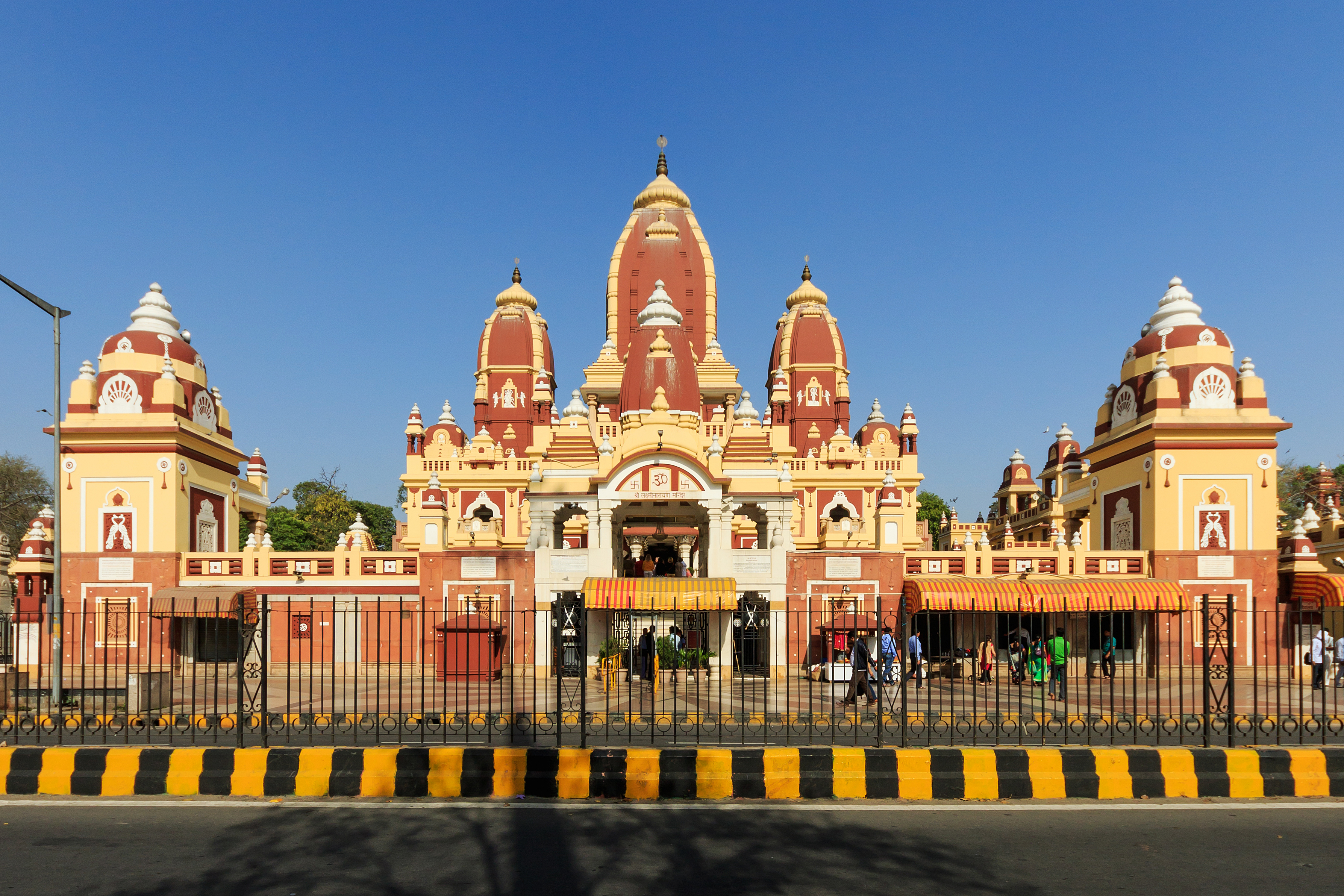
Бірла-мандир — один з найзнаменитіших вайшнавских храмів в Індії.

Послідовники монотеїстичної традиції вайшнавізму, яких називають вайшнава, поклоняються Вішну і його аватарам (в основному Крішні і Рамі) як різним формам, чи іпостасей, Бога. Вайшнавізм є найбільшим течією в індуїзмі — приблизно 70% від загального числа індусів належить до цієї традиції.
У вайшнавізмі існують чотири основних богословських традиції, званих сампрадаї. Кожна з сампрадаї має свого вчителя-засновника, званого Ачар'я, і свою власну філософську систему, в якій дається тлумачення взаємовідносин між Джива і Богом.
- Рудра-сампрадая (шуддха-адвайта«чистий монізм») основоположником був Валлабхачарья.
- Брахма-сампрадая (Двайта «дуалізм») основоположником був Мадхавачарья. Двайта пізніше отримала свій подальший розвиток у філософії ачінтья-бхеда-абхеда«незбагненне єдність і відмінність», яку вперше виклав основоположник гаудія-вайшнавізма Чайтан'я Махапрабгу.
- Лакшмі-сампрадая (вішішта-адвайта«особливий монізм») основоположником був Рамануджа
- Кумара-сампрадая (Двайта-адвайта«монізм-дуалізм») основоположником був Німбарка

Деякі сучасні вайшнавітське руху, що належать до однією з основних сампрадаї:
- Міжнародне товариство свідомості Крішни — Мадхви / Гауді-вайшнава сампрадая
- Місія Шрі Крішни Чайтан'ї — Мадхви / Гауді-вайшнава сампрадая
- Традиція Свамінараяни — хоча вважається, що ця сучасна індуська традиція належить до вайшнавській Рамануджа-сампрадаї, її послідовники також поділяють певні погляди смартізму. Зокрема, в традиції Свамінараян прийнята система панчадевати — п'яти форм Бога в богослов'ї смарта.

Вішну трактується як Верховний Бог. Він - стхіті - карака, вічний і є причиною всіх станів існування. Вішну - Ведичне божество. Вайшнави майже чисто смарти, і з агам вони розглядають Вайкханаса і Панчаратра. Вайшнава концепція бгакті є найвідоміша. Вони описують п'ять видів відносин відданих із богом, або п'ять форм відданості Богу. Це санта, дасья, сакхі, ватсалья і мадхура. Для того, вони спокійні відданість, будучи слугою Бога, бути другом Бога, розглядаючи Бога як дитина і лікування Бога як чоловіка. Хоча їх у тій чи іншій мірі практикуються усіма релігіями вони явно класифіковані за вайшнавов. Є також п'ять різних форм, в яких Божество проявляє відповідно до вайшнавов - пара, арка, вібхава, вьюха і антарямі.
Відомі ведантічні філософії - Вісістадвайта і Двайта, запропоновані Рамануджачарєю і Мадхвачарєю. Послідовники Рамануджачарьї є шрі- вайшнави і послідовники Мадхвачарьі є мадхви.
Є багато різних шкіл смарта (Бгагавата мата), Шрі вайшнави (послідовники Рамануджачарьї - вісісадвайтини), Сад - вайшнави (послідовники Мадхвачарьї - Двайти), Гаудія вайшнави (бхедабхеда), Валлабга сампрадая (шудхадвайта), Німбарка сампрадая (двайадвайта).

## Шиваїзм
Послідовники шиваїзму, звані шіваіти та шайва, в основному поклоняються Шиві як іманентної і трансцендентної Верховної Особи Бога. Послідовники шиваїзма налічують більше 200 млн.
Шиваїзм одночасно властиві монізм і дуалізм. Він ґрунтується на йозі, медитації і любові до всіх живих істот.
Основні богословські школи шиваїзма:
- Кашмірський шиваїзм
- Шайва-сідханта
- Віра-шиваїзм

Для шіваїтів, Шива одночасно має і не має форму. Він є верховним і незрівнянним Танцівником,Натарадж. Він -лінгам, який не має ні початку, ні кінця.
Шива розглядається як ВерховнИЙ Бог. Він - вічний, і першопричина існування. Шива є Ведичне божество. Є багато форм Шива - культу, в смарта а також Тантра. Смарта - шанувальники Шиви, як правило, адвайтини. Є Двайта версії шайвізму теж. Є багато сект, такі як Бхайрави, капаліки, віра шайва. Це режими поклоніння і богослужіння різним формам Шиви і не різні духовні філософії. Є два види шайва агам (всього 28), кашміра і сіддханта. 

## Шактизм
Послідовники шактизму поклоняються Божественної Матері Шакті в одній з її численних форм, таких як Калі, Дурга, Лакшмі, Сарасваті та інших
Шактизм є одним з найдавніших напрямів індуїзму. Свідоцтва про існування шактизму сягають ще часів Хараппскої цивілізації. У тому, що стосується описів Шиви і Шакті/Саті/Парваті, шиваїзм і Шактизм невіддільні одне від одного. Вайшнавізм також має певний зв'язок з шактизмом — богиню Дургу там називають Нараяні.
У порівнянні з шиваїтами і вайшнавами, шакті відрізняються ліберальними поглядами на поклоніння і зазвичай ототожнюють себе не як Шакті, а як індусів загалом. Шактизм поширений по всій Індії, але особливо сильно розвинений у таких штатах, як Західна Бенгалія, Ассам, Орісса і Біхар. Поклоніння Дурге також досить широко поширене в Махараштра і Гуджарате, де регулярно проводяться ритуали і свята, присвячені Деві.
Основними центрами шактизму в Індії є Шакті-піти — святі місця паломництва в шактізмі. Усього їх налічується 51. Їхня історія пов'язана з Шивою, коли він, переносячи у великому гніві мертве тіло Саті, почав здійснювати танець гніву «тандаву», який він зазвичай танцює тільки перед руйнуванням Всесвіту. Бачачи гнів Шиви, Вішну усвідомив, що вся сила Шиви виходить від мертвого тіла Саті / Шакті і розрізав її на шматочки своєї Сударшан-чакрою, після чого гнів Шиви зник. Тіло Саті було розрізано на 51 шматок, кожен з яких впав на землю в певному місці — кожне з цих місць перетворилося на одну з Шакті-пит. Найзнаменитішими з них є Калігхат-мандир в Колькате, Камакхья-мандир в Ассамі, і храм Вайшнав-деві в Джамму.
У розумінні послідовників шактизму, всі є дітьми Божественної Матері, бажанням якої є те, щоб всі її чада жили в гармонії та злагоді. Деякі провідні індійські філософи, такі як Рамакрішна і Вівекананда, були Шакті.
Основними святами для шакті є Дуссера/ Дурга-пуджа, Дівалі/ Калі-пуджа / Лакшмі-пуджа, Сатья-Нараяна-пуджа, Ганеша-пуджа, Сарасваті-пуджа, Картік-пуджа, Джанмаштамі, Шиваратрі, Санкранті та ін Шакті, на відміну від вайшнавів, ніколи не відмовляються поклоняться тієї або іншій формі Бога. Шактизм володіє багатою і різноманітною філософією і ритуальними практиками, до яких належать мантра і тантра. Деякі обряди в індуїзмі, такі як нанесення сіндур і бінді, також як і традиційне вбрання нареченої, походить від концепції богині Дурги і Лакшмі.
Шактизм розглядається багатьма як найдавніша форма індуїзму, заснована на Пурана х і з корінням, що йдуть в Веди. Шактизм в основному базується на таких Пуранах, як «Дурга-пурана», «Каліка-пурана» і «Сканда-пурана». Іншими важливими текстами, які вивчають і шанують всі послідовники традиції шактизму, є «Рамаяна», «Махабхарата» і «Бгагавад-Гіта». Звичайним для послідовників шактизму є також поклоніння Крішні і Шиві, яким шакті часто здійснюють пуджу в храмах і вдома. Рамі поклоняються як рааватару Нараяни. Шакти вважають, що Рама також був шанувальником Шакті. Згідно з переданням, початок святкування Дурга-пуджі в Бенгалії поклав сам Рама.
Шакті, Мати- Богиня розглядається як Верховне Божество. Вона, як кажуть, первинна ритмічна енергія, і є причиною всякого прояву і дії. Шакті можна було б взнати в декількох формах у Веді, як Дурга, Гаурі, Сарасваті, Дакшіна, Бхараті і Шрі. Є  смарта і тантричні форми Шакті поклоніння. Шанувальники Шакті, як правило, адвайтини.
Є десять форм, в яких Шакті поклоняються, Ганга, Бхавані, Гаятрі Калі, Лакшмі, Сарасваті, Раджараджешварі, Бала, Сьямала і Лаліта.
Є десять форми знання Шакті або махавідья, а саме Калі, Тара, Чіннамаста, Бхуванешварі, Багала, Дхумаваті, Камала, Матангі, Шодаші і Бхайраві. Вони включають в себе філософію, методи поклоніння з мантрою, Янтрами і Тантри.
Поклоніння і знання Шакті, називається Шрі Видья. Є школи, як панчадаші і шодаші, які викладають філософію Шрі Видья. У той час як панчадаші чисто смарта, шодаші будучи Махавідья включає тантри теж. Шрі Чакра або Шрі Янтра  використовується в Шрі- Відья. Девата називається Тріпурасундарі  з такими іменами, як Лалита і Бала.
Шакті поклоняються в трьох основних формах, як дитина або дівиця (Бала), як дружина Шиви (Парваті / Ума), і як Калі. Через це, багато шкіл поклоняються Шиві і Шакті разом.

## Смартизм

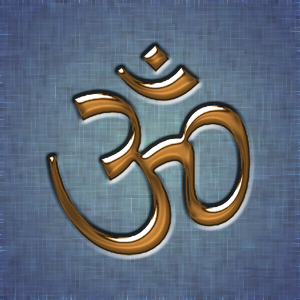
«Ом»

Зазвичай смріті слідує особа, що не практикує конкретних релігій і називається смарта. Смарти прийняли елементи в основному з шраута і практики з агам, які відповідно до Смріті. У shanmatas зайняти від агам в тій чи іншій мірі. Наприклад течії шакта прийняти навіть ті елементи, які знаходяться в суперечності з Смріті, такі як вамачара Тантра. Хоча різні духовні філософії використовують, смарти основному є адвайти. Поклоніння смартів зазвичай складається з п'яти напівбогів (pancayatana) - Шива, Вішну, Ганапаті, Сурья і Шакті. Це популяризував Аді Шанкара.
Послідовники смартізма мають повну свободу вибору щодо того, якому діві або формі Бога їм поклонятися. Характерною рисою смартізма є поклоніння п'яти богам (Панча-упасана) або Панча-девата як особистісним формам безособового Абсолюту, Брахмана. Смарти приймають і поклоняються шести проявам Бога:
- Ганеша
- Шива
- Шакті
- Вішну
- Сур'я
- Сканда

Який з форм Бога вклоняться — особистий вибір кожного послідовника смартизму, бо всі різні прояви Бога розглядаються як абсолютно однакові. Традиція смарти являє собою ліберальний і еклектичний напрям індуїзму.
Саме смартизм до кінця XX століття був переважаючою формою індуїзму на Заході — вірування смарти включають в себе адвайта, і першим індусом, який вклав помітний внесок у проповідь індуїзму на Заході, був послідовник адвайти Свамі Вівекананда. Тільки у другій половині XX століття Бгактіведанта Свамі Прабгупада, та інші гуру, принесли на Захід також і вайшнавську традицію індуїзму. На відміну від традицій смарти / адвайти, вайшнавізм і шиваїзм використовують концепцію Єдиного Бога — або панентеїстичного монотеїзму, або панентеїстичного монізму.

## Саура
Сур'я трактується як Верховний Бог. Він, як кажуть, дає життя, і душа всіх істот. Сурья / Адітья /Савітр є Ведичне божество. Саура є порівняно малочисельне віросповідання, але був більш на практиці кілька століть тому. Є кілька відомих храмів Сурьї, як ті, в Конарк (Орісса) і Арасавалі (штат Андхра- Прадеш).
Хоча Саура як релігія не дуже відома, поклоніння Сурьї (як Савітр Девата) робиться кожен практикуючий брахмана в його Сандхья Вандана тричі на день. Савітрі є його шакті. Вона має три форми, Гаятрі, Савітрі і Сарасваті (у трьох частинах дня).

## Ганапатья
Ганапаті трактується як Верховний Бог. Він є лідером усіх сил або прамадха ган. Крім того, Ганапаті є божеством перешкод і йому потрібно поклонятися перед початком важливої справи. Кажуть, що він проживає і правити муладхарою або основою енергетичних центрів. Це насправді причина, чому йому слід поклонятися по-перше, перш ніж будь-якому іншому божеству. Таким чином, Ганапаті також сказав, щоб бути всі чотири форми вак або слів (пара- пашйанті - мадхйама - вайкхарі). Ганапаті знаходиться як Брахманаспаті у Веді.
Поклоніння Ганапаті знаходиться більше в Махараштра і Карнатака. Є різноманітно вісім, шістнадцять і тридцять дві форми, в яких Ганапаті поклоняються.
Крім того, є багато тантричних форм поклоніння Ганапаті, як Лакшмі-ганапаті, Пінгала-ганапаті, Уччішта-ганапаті і Урдхва-ганапаті.

## Каумара
Каумара є школа, яка поклоняється Кумарасвамі. Ведична форма Агні, є попередником Кумарасвамі / Субраманьї. Йому поклоняються більш на півдні Індії особливо у Тамілнаді.

## Малочисельні течії
Найновіші та малочисельні течії в індуїзмі складаються з балійських індусів, які представляють напрям індуїзму, до XVI століття широко розповсюдженого на сусідньому острові Ява. Пізніше, абсолютна більшість послідовників цього напряму звернулося в іслам. Богословя цієї традиції найбільш близьке шиваїзму.
Термін «агама-хінді-дхарма» використовується також по відношенню до традиційних практик на островах Калімантан, Суматра, Сулавесі та інших місцях Індонезії, де люди стали визначати і приймати свої агами як індуїзм.
Інші менш чисельні течії — шраута (брахманізм), різні організації — Ананда Марга, Сант мат , Сахаджа йога, Ар'я-самадж, Брахмо-самадж, Айяварі, Брахма Кумаріс, Парісада Хінду дхарма, Прартхана самадж, Місія Рамакрішни, Садхаран Брахмо-самадж, Шрі Нараяна Дхарма Паріпалана, Свадхйай, Свамінараян сампрадая, організація Сатья Саї, Айенгар-йога, Шив Шакті Кул, Шайва Сіддханта (Шівая Субрамуніясвамі), трансцендентальна медитація Махаріші Махеш Йогі, Центр Шрі Чинмоя, рух Ошо, до якого можна віднести безліч центрів медитації, та багато інших. 
Найбільш відомими у Західному світі є кришнаїти або гаурангери, послідовники Бхактісідханти. Кришніїзм набув популярності завдяки його учням, які розгорнули активну місіонерську діяльність, що раніше була не характерна для дхармічних релігій. Першим з них у 1965 р. у США розпочав проповідь Бгактіведанта Свамі Прабгупада, засновник МТСК - (англ. International Society for Krishna Consciousness (ISKCON).
Чисельність адептів індуїзму оцінюють 1033 млн.  [Архівовано 6 травня 2013 у Wayback Machine.]. З них вайшнавів 580 млн, шайвів 230 млн. (з них лінгаятів 10 млн.), неоіндуїзм і реформований індуїзм 22 млн, інші дхармічні релігії, похідні від індуїзму — сикхізм 23 млн, джайнізм 5 млн, буддизм 329 млн. [Архівовано 15 березня 2015 у Wayback Machine.].